# Natalia Balicka
Natalia Balicka (ur. 10 stycznia 1917 w Krzemieńcu, zm. 12 marca 2009) – polska mikrobiolog, prof. dr. hab.
W wyniku repatriacji jej rodzina znalazła się we Wrocławiu, a ona rozpoczęła studia na Wydziale Rolniczym Uniwersytetu i Politechniki Wrocławskiej. W 1948 ukończyła studia, a dwa lata później uzyskała stopień doktora nauk rolniczych przedstawiając rozprawę, której promotorem był prof. Bolesław Świętochowski. W 1952 zorganizowała, a następnie kierowała Katedrą Mikrobiologii Rolniczej wrocławskiej Wyższej Szkoły Rolniczej. W 1954 została wybrana na dwuletnią kadencję na prodziekana Wydziału Rolniczego, a następnie wyjechała na roczny staż do Instytutu im. Pasteura w Paryżu. W 1961 uzyskała tytuł profesora nadzwyczajnego, rok wcześniej została wybrana ponownie na prodziekana Wydziału Rolniczego i sprawowała tę funkcję przez dwie kadencje. Należała do grupy inicjatorów zorganizowania w 1963 I Zjazdu Katedr Mikrobiologii Rolniczych. W 1964 objęła stanowisko dyrektora Międzywydziałowego Instytutu Biologii Stosowanej (do 1976), równocześnie została dziekanem Wydziału Rolniczego i pełniła tę funkcję do 1974. W 1970 uzyskała tytuł profesora zwyczajnego, w 1973 przyczyniła się do zorganizowania we Wrocławiu międzynarodowej konferencji pt. „Wzajemne oddziaływanie herbicydów, drobnoustrojów i roślin”. Przewodniczyła Komisji Biologii Gleby Komitetu Gleboznawstwa i Chemii Rolnej V Wydziału Polskiej Akademii Nauk, Komisji Mikrobiologii Rolniczej Komitetu Mikrobiologii II Wydziału Polskiej Akademii Nauk oraz Oddziałowi Polskiego Towarzystwa Mikrobiologicznego we Wrocławiu. W 1987 przeszła na emeryturę. 

## Dorobek naukowy
Dorobek naukowy prof. Natalii Balickiej obejmuje ponad sto prac naukowych, z czego trzydzieści dwie zostały opublikowane w czasopismach zagranicznych. Prowadziła wykłady na Uniwersytecie w Ljublanie, a także w Centrum Naukowym Rolnictwa USDA w Maryland (USA), była też uczestnikiem dwudziestu czterech konferencji międzynarodowych. Przedmiotem badań Natalii Balickiej było określenie roli drobnoustrojów glebowych w procesach transformacji herbicydów, prace nad metodami izolacji drobnoustrojów zdolnych do ich transformacji pestycydów i metali ciężkich, a także opracowanie dla Polskiej Akademii Nauk metod analizy aktywności biologicznej gleb. Wyniki były osiągnięciem nowatorskim, zostały zastosowane podczas rekultywacji hałd kopalnianych. Prowadziła prace pozwalające określić wpływ drobnoustrojów glebowych na roślinę w różnych fazach jej rozwoju. 
Uczestniczyła w dwudziestu czterech konferencjach naukowych, była promotorem jedenastu i recenzentem dwudziestu czterech rozpraw doktorskich i piętnastu habilitacyjnych.
Pochowana na Cmentarzu Osobowickim we Wrocławiu.

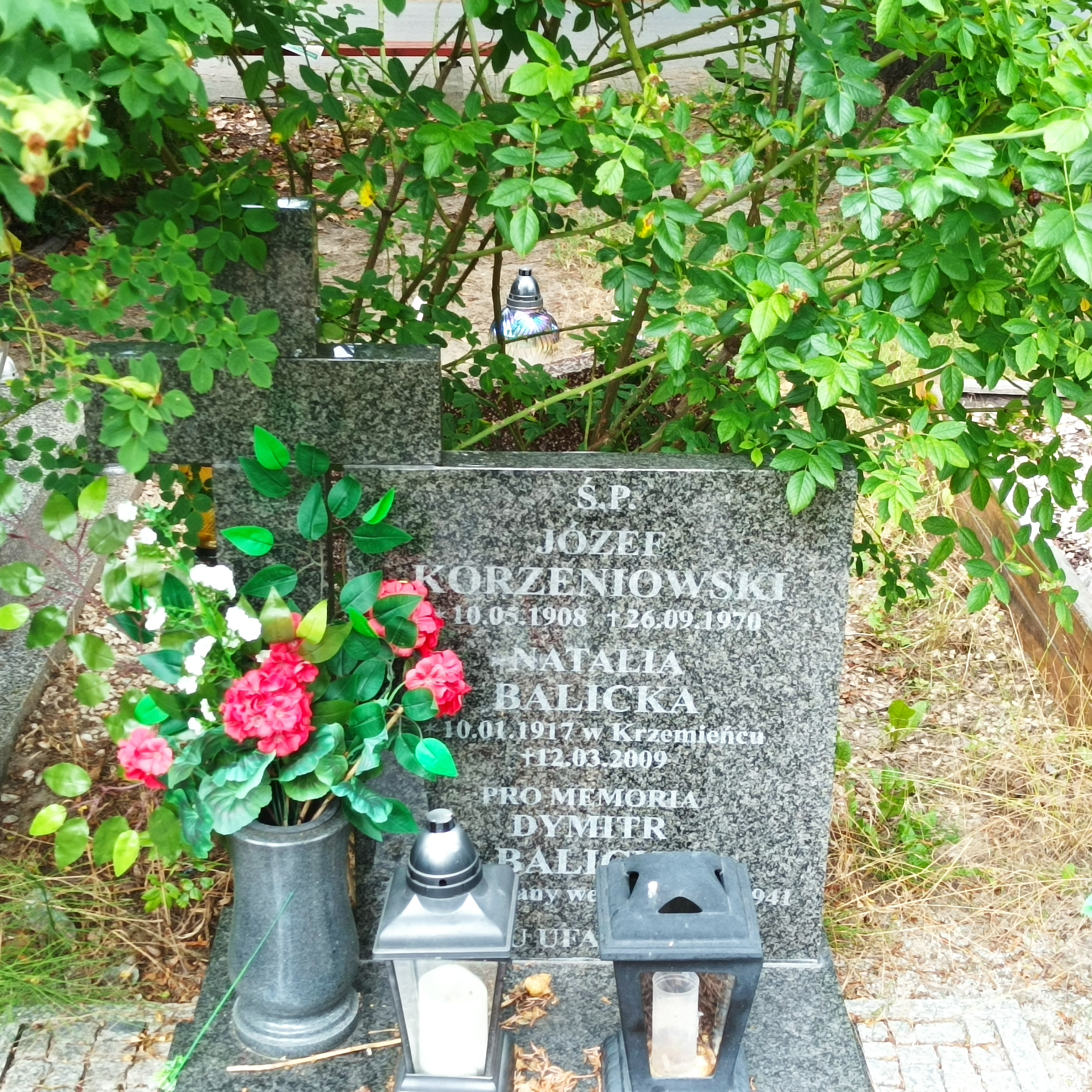
Grób prof. Natalii Balickiej na Cmentarzu Osobowickim

## Odznaczenia
- Krzyż Kawalerski Orderu Odrodzenia Polski;
- Srebrny Krzyż Zasługi
- Medal 10-lecia Polski Ludowej;
- Medale za Zasługi dla Rozwoju Akademii Rolniczej;
- Zasłużony Nauczyciel PRL;
- Budowniczy Miasta Wrocławia;

Prof. Natalia Balicka została również wyróżniona 5-krotnie nagrodą Ministra i 12-krotnie nagrodą Rektora.